# Lages Futsal
O Lages Futsal é um clube de futsal brasileiro da cidade de Lages, Santa Catarina. Fundado em 2012, está entre as principais equipes da modalidade em Santa Catarina.

## Participações Estaduais

### Campeonato Catarinense de Futsal - Série Prata
| Ano  | Posição      |
| 2023 | Campeão      |
| 2024 | Oitavas      |
| 2025 | Em andamento |

### Copa Santa Catarina de Futsal
| Ano  | Posição          |
| 2023 | Vice-campeão     |
| 2024 | Quartas de final |
| 2025 | -                |